# Mémoires olympiques
Mémoires olympiques est un livre de Pierre de Coubertin, publié à Lausanne en 1931 par le Bureau international de pédagogie sportive.

## Contexte
Pierre de Coubertin avait déjà publié en 1909 un livre sur l'histoire du rétablissement des Jeux olympiques, Une campagne de vingt-et-un-ans, d'abord paru en partie dans la revue « L'Éducation physique » de 1907 à 1908.
Mémoires olympiques est également publié en feuilleton dans le quotidien sportif français L'Auto. La parution est annoncée par Henri Desgrange à la une de L'Auto du 28 juin 1931 et s'étale du 12 décembre 1931 au 27 mars 1932.
En 1931, Pierre de Coubertin a 69 ans, est installé à Lausanne, a quitté la présidence du Comité international olympique et se consacre à ses activités pédagogiques.

## Contenu
Le livre comprend vingt-quatre chapitres. Il parcourt la création du mouvement olympique et les Jeux olympiques pendant la période de 1894 à 1927. Il détaille, du point de vue de l’auteur, la lutte menée par Pierre de Coubertin, pour créer, développer, et structurer le Comité international olympique, le mouvement olympique et les Jeux olympiques, et assurer leur pérennité et leur indépendance. Chaque olympiade est couverte par un chapitre particulier, des premiers Jeux à Athènes (Chapitre III) aux jeux de Paris en 1924 (Chapitre XXI). Entre ces chapitres un à trois chapitres sont consacrés aux évènements intermédiaires, tels que les Congrès olympiques. Un chapitre est consacre à l'olympisme pendant la Première Guerre mondiale (Chapitre XVI). Le récit qui a commencé le 25 novembre 1892 à la Sorbonne s’achève le 17 avril 1927 à Olympie. Les mémoires se concluent par la devise olympique : CITIUS, ALTIUS, FORTIUS.

## Éditions
La première édition a été publiée en 1931 à Lausanne. Son éditeur est le Bureau international de pédagogie sportive, une des nombreuses sociétés ou associations créées par Pierre de Coubertin tout au long de sa vie. Elle est imprimée par l’Imprimerie d'éditions Paul Roubaud, d’Aix-en-Provence, un imprimeur auquel Pierre de Coubertin a recours pour ses publications qui ne trouvent pas leur place chez un grand éditeur. Elle comporte 218 pages au format 11,7 x 19 cm, et n’est pas exempte de défauts, par exemple il y a deux chapitres XXII.
Depuis les Mémoires olympiques ont été rééditées à plusieurs reprises et traduites dans plusieurs langues.
- Mémoires olympiques — Reproduction en facsimilé aux Éditions "Revue EPS" (Paris 1996)
- Mémoires olympiques — préface de Pascal Boniface aux Éditions Bartillat (Paris, 2016)
- Olympic memoirs — traduction en anglais publiée à Lausanne en 1979 par le Comité international olympique
- Olympische Erinnerungen — traduction en allemand publiée par Wilhelm Limpert-Verlag en 1936

Il existe des éditions en chinois (2007), en tchèque (1977), en italien (2003), en russe (2011) et en espagnol (1965).
En France, le livre est disponible depuis 2024 chez Audible en livre audio lu par Pierre Tissot.